# Колонок
Колоно́к, или сиби́рский колоно́к (лат. Mustela sibirica), — вид хищных млекопитающих семейства куньих из рода ласок и хорей.

## Этимология
Этимологически название данного животного близко названию другого — солонгоя, и происходит из тунгусо-маньчжурских языков (χоlоngо, solongo, šoiongo), где данная лексема имеет значение «хорёк». В английском языке заимствованное из русского англ. kolinsky используется для обозначения меха колонка.

## Эволюция, систематика
По генетическим признакам этот вид ближе всего к европейской норке, поэтому иногда их объединяют в один подрод (кроме того, колонка также выделяют в свой подрод — Kolonocus Satunin, 1991). Также филогенетически колонок близок к хорям, так, в природе образует гибриды со степным хорьком, называемых «кохосиками» (также кохосики получаются при гибридизации и в неволе). А вот в случае с солонгоем наблюдается обратная ситуация: колонок значительно удалён от солонгоя, хотя ранее их сближали. Сахалинского и японского колонка, ранее считавшегося подвидом сибирского, ныне выделяют в самостоятельный вид — итатси (Mustela itatsi Temminck, 1844). Сейчас на Сахалине осталось лишь 200—300 итатси, обитающих, в основном, в поймах рек.

## Внешний вид
Зверёк средних размеров — длина тела составляет 25-45 см, хвоста — 13-21 см. Половой диморфизм слабо выражен, самки несколько меньше самцов: длина тела самцов, хвоста; длина тела самок, хвостов - 13,3-16,4 см. Тело стройное и вытянутое, на коротких ногах. Голова относительно небольшая, узкая, незначительно удлинённая. Уши широкие, но не высокие, выступают из меха сравнительно слабо и обладают округлым верхом. Величина ушных раковин. Хвост относительно длинный (далеко выдаётся за концы задних лап, вытянутых назад), зимой пушистый почти как у куницы, длина его (без волос) около половины тела (14,5 см).
Мех пушистый и густой, с пышным, мягким и высоким волосяным покровом, но ость довольно грубая. Окрас колонка во многом схож с окрасом лесного и степного хорьков. Шерсть у колонка зимой рыжевато-жёлтого, летом рыжевато-красного цвета, лапы сероватые, брюхо светлое, верхняя сторона мордочки и усы бурые (образующие т. н. «маску»), конец мордочки, губы, подбородок и 1—3 пятна под шеей и иногда пятно, тянущееся от подбородка вниз по шее, белого цвета. Иногда белое пятно может присутствовать и на горле. Линяет два раза в год: зимой-весной в феврале-марте и осенью: с августа-сентября по ноябрь. Смена волосяного покрова во время весенней линьки начинается с боков тела и шеи; заканчивается раньше всего на голове и лапах, затем переходя на шею, лопатки, вдоль спины по бокам и, наконец, на огузке и хвосте. Осенняя линька характеризуется полным сменой волосяного покрова, начинается с задней части туловища, вдоль спины, постепенно распространяясь на бока, брюхо, конечности и голову. Летний мех менее густой и пушистый, нежели зимний — длинный и пышный.
Череп небольшой, похожий на череп норки, но менее уплощённый. Бакулюм по строению похож на таковой у лесного хорька, но короче и тоньше. Максимальная длина взрослых самцов — 32-35 мм, молодых — 30,2-34,2 мм.

## Обитание

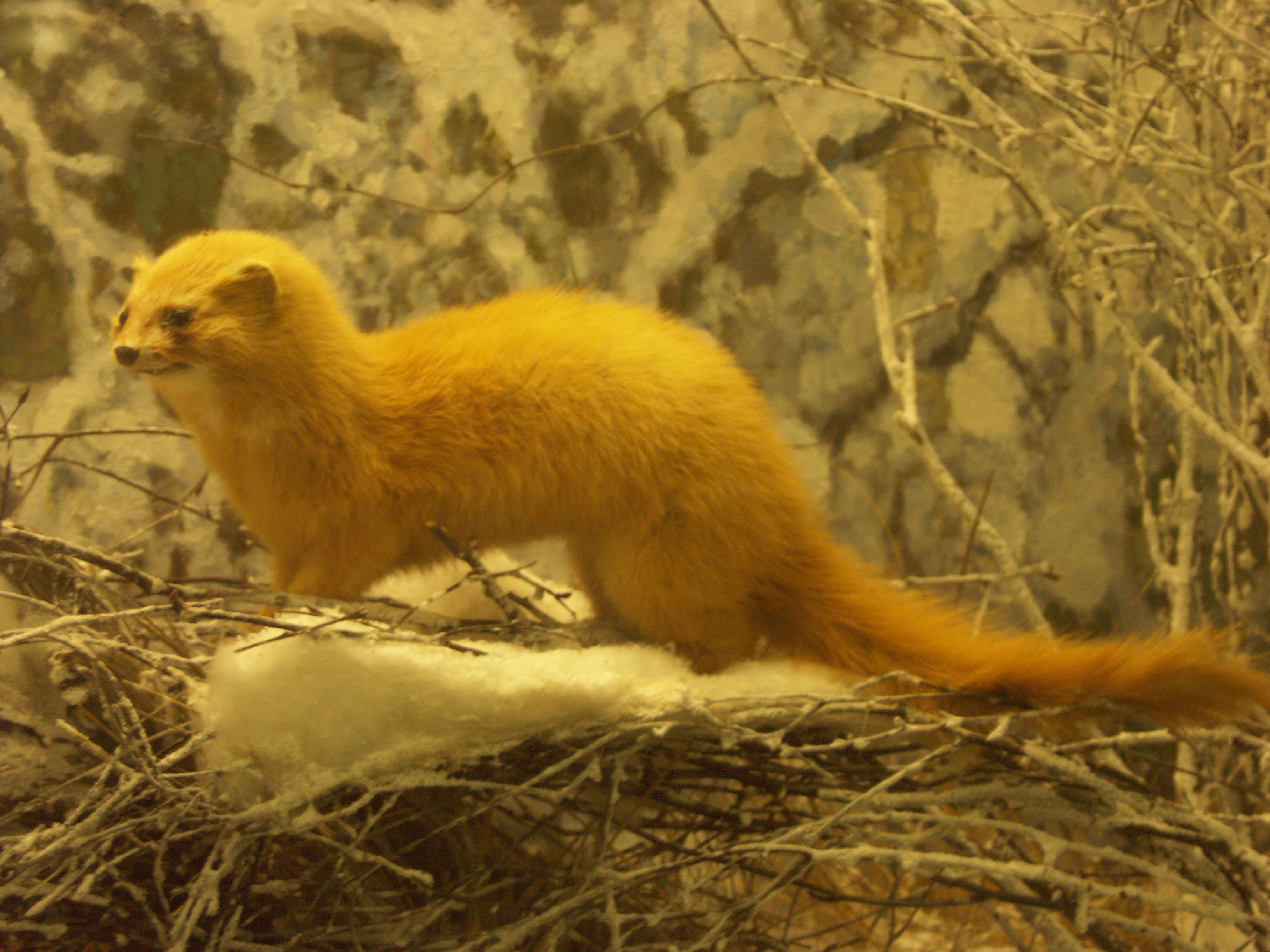
Чучело в Зоологическом музее Зоологического института РАН

Ареал колонка охватывает существенную часть Азии, преимущественно Восточную и Северную Азию. Он распространен на Яве, севере Мьянмы, в северной Индии и в Непале, по склонам Гималаев, на значительной части Китая, в Японии, на Корейском полуострове, в Монголии, юге Дальнего Востока, в Южной и Средней Сибири вплоть до Урала. В XX веке колонок начал расширять свой ареал на восток, север и юг. Так, в РСФСР в 1950-х годах колонок обитал на Дальнем Востоке за исключением Сахалина и Камчатки, в Якутии, Бурятии, лесной части Красноярского края, Читинской, Иркутской, Новосибирской, Томской, Кемеровской и Омской областей, в Алтайском крае и на большей части Тюменской, Курганской, Свердловской и Челябинской областей; однако его замечали в Башкирии и Татарстане, в небольшом количестве — в Коми АССР, Кировской, Чкаловской и Куйбышевской областях (ныне — соответственно Оренбургская и Самарская области). Для сравнения, в 1880-х гг. на Урале колонок вообще отсутствовал. В наше время на территории Европейской части России колонок обитает на юге республики Коми, на севере Самарской области, в Татарстане, Башкирии, Нижегородской и Кировской областях, ареал в азиатской части не изменился (также отсутствует на Сахалине, а кроме того, на Курилах и Шантарских островах). Расширению ареала способствует и акклиматизация колонка человеком, так, в 1937 г. 30 особей было выпущено в Горьковской области (современная Нижегородская область), результаты этого выпуска неизвестны; а в 1941 году животное было акклиматизировано в Иссык-Кульской области Кыргызстана, в этом случае акклиматизация прошла успешно, и к 1950-м годам зверьки смогли создать устойчивую, но небольшую популяцию.
На столь обширном пространстве колонок, конечно, живёт в разнообразных условиях, но повсюду предпочитает леса — как и таёжные хвойные, так и лиственные; и как и равнинные леса, так и горные. Преимущественно обитает у водоёмов: около рек, озёр, болот, в местах, поросших кустарником и заваленных буреломом с большим количеством потенциальной добычи — мышевидных грызунов. Также колонок отчасти обитает и в лесостепи, где местом жительства выбирает заросшие тростником берега озёр и рек и берёзовые и осиновые колки. Нередко колонок встречается близ населённых пунктов или непосредственно в них, где ловит крыс и мышей, и, вместе с тем, нападает на домашних птиц, а иногда и на домашних кошек. Собственно жильё колонок устраивает под упавшими деревьями, пнями, в куче валежника или же занимает норы грызунов вроде бурундука и водяной полёвки, расширяя их. Гнездовая камера устилается шерстью и перьями птиц и находится в конце или середине хода норы.

### Подвиды
Региональная изменчивость выражена слабо, проявляется главным образом в различии интенсивности меха, к с запада на восток возрастает яркость меха и общие размеры. В России проживают два подвида:
- M. s. sibiricus Pallas, 1773 — обыкновенный сибирский колонок [syn.  M. s. sibirica], номинативный подвид, распространён на большей части ареала;
- M. s. manchuricus Brass, 1911 — дальневосточный сибирский колонок [syn.  M. s. manchurica], более крупный, распространён на Дальнем Востоке (Приморье и Приамурье к востоку от реки Зея); а также на северо-востоке Китая.

За пределами России проживают следующие подвиды:
- M. s. coreanus Domaniewski, 1926 — Корея[17];
- M. s. moupinensis Milne-Edwards, 1974 — Мьянма, юг Китая: Юннань, Сычуань, Ганьсу;
- M. s. fontanierii Milne-Edwards, 1871 — север Китая;
- M. s. davidiana Domaniewski, 1926 — Тайвань;
- M. s. canigula Hodgson, 1842 — Тибет;
- M. s. charbinensis Lowkashkin, 1935 — Маньчжурия;
- M. s. quelpartis Thomas, 1908 — Южная Корея, о-в Чеджу;
- M. s. subhemachalana Hodgson, 1837 — Гималаи: от Непала до Бутана, «маска» на морде выражена сравнительно слабо[19].

## Поведение
Ведёт преимущественно ночной и сумеречный образ жизни, но часто встречается и днём. Обычно перемещается прыжками, их длина составляет 35 см, во время охоты длина прыжков может составлять 1,1-1,2 м. В поисках пищи за сутки проходит до 8-10 км. Зимой колонок может добывать пищу в том числе и под снегом. Умеет лазать по деревьям, куда забирается в случае необходимости и иногда ловит там белок. Столь же энергично он преследует свою добычу и в буреломе, среди куч камней, под камнями деревьев и т. п. Хорошо плавает, благодаря чему пускается в погоню вплавь за водяными полёвками. Деятелен круглый год, лишь в самые суровые морозы и метели отсиживается в своих убежищах.

## Питание
Питание колонка сходно с таковым у хорьков и горностая. Питается он грызунами (мышами, цокорами, ондатрами, бурундуками, белками, тушканчиками, лесными и водяными полёвками), пищухами (играющими большое значение в рационе колонка в Забайкалье), а также птицами, их яйцами (зимой колонок иногда выкапывает яйца из-под снега), лягушками, насекомыми, падалью (чья роль в рационе возрастает в зимнее время), изредка ловит зайцев (так, зимой в Приморье колонок охотится на маньчжурских зайцев; на них охотятся, вероятно, прежде всего самцы, и по массе, и по способности к охоте на крупную добычу превосходят самок). При недостатке грызунов колонок начинает ловить рыбу. Летом колонки могут питаться и растительной пищей — ягодами и орехами (включая и кедровые). Охотятся чаще в сумерки и ночью, но иногда попадаются на глаза и днём. Часто преследуют грызунов под снегом и в норах. Во время «голодных» миграций нередко нападает на домашних птиц. Колонок может добывать и животных крупнее него: так, в среднем масса маньчжурского зайца превышает таковую у колонка в три раза.
Численность популяции изменяется в зависимости от численности добычи, с ней же связаны и откочёвки колонков в более обильные добычей угодья.
Добычу колонок поедает непосредственно на месте, либо оттаскивает в ближайшее укрытие (барсучьи и лисьи норы, бурелом, дупла), вероятно для того, чтобы она не досталась хищникам. Добычу колонок перетаскивает, ухватившись за её шею и пятясь назад или заднюю часть туши. Остатки съеденной добычи колонок, в отличие от других хищников, не укрывает листьями, снегом и т. п.

## Размножение

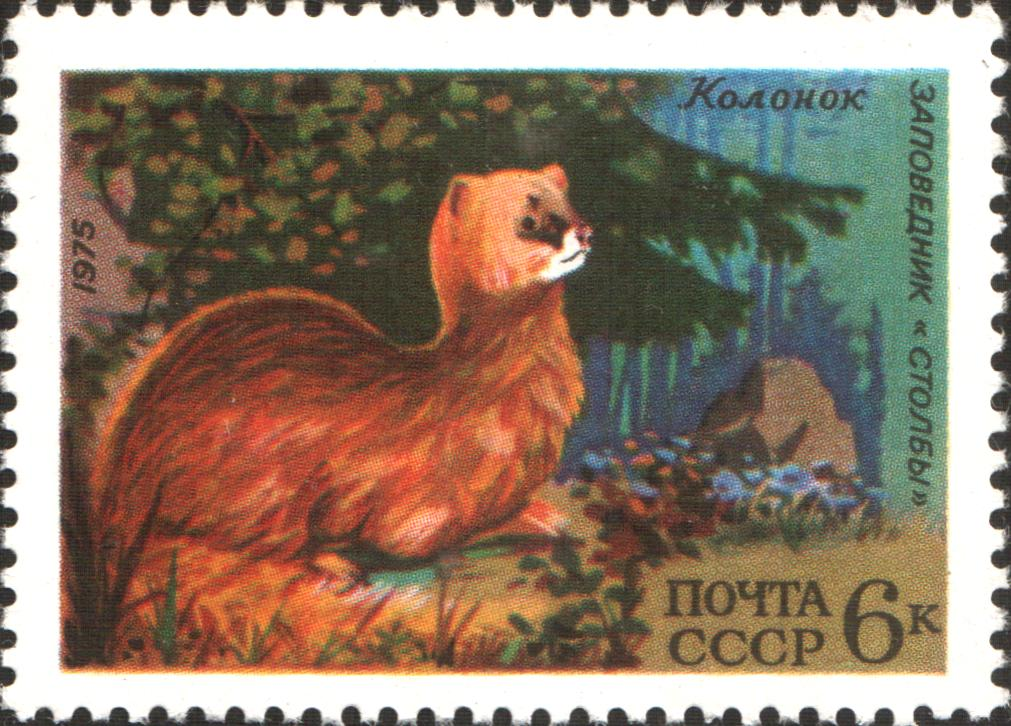
Колонок на советской почтовой марке, 1975 г.

Колонок является полигамом. Размножается колонок один раз в год. Период спаривания наступает в марте, гон длится по август. Беременность длится около месяца: 28-32 дней (по другим данным, 33-35 дней). Самка приносит по 2-6, изредка — до 9-10 детёнышей, но чаще всего — 4-5. Детёныши родятся массой 5,5-7,3 г и покрытыми светлым пухом, но уже в возрасте нескольких дней покрываются густым мехом жёлто-пепельного цвета, на 17-25 дни появляется «маска» на мордочке, а примерно через месяц — 28-30 дней прозревают (на 24-28 день открываются слуховые проходы), на 40-50 день жизни «маска» у детёнышей уже ярко выражена, а к осени уже трудно отличить их от взрослых. Молочные зубы прорезаются на 15-18 день, а на постоянные заменяются с 36-46 по 57-67 дни жизни. К концу лета повзрослевшие особи уходят от родителей, начиная вести кочевую жизнь, сначала всем выводком, а потом поодиночке. К следующей весне, в возрасте 9-10 месяцев, молодые колонки становятся половозрелыми. Самка устраивает гнездо в пустотах среди камней, в корнях, дуплах или приспосабливает норы бурундуков. Самцы не принимают участие в воспитании, но самки-матери в случае опасности яростно защищают своих детёнышей.
Главный конкурент — соболь, изгоняющий колонка из занятых им угодий. Естественными врагами колонка являются лисицы, волки, соболи, росомахи, харзы, а также крупные хищные птицы (беркут, орлан-белохвост) и крупные совы (филин, каменная и длиннохвостая неясыти, полярная сова).

## Генетика
В кариотипе насчитывается 38 хромосом и 58(64) плеч аутосом.

## Значение
Колонок является ценным пушным зверем, играющий большую роль в пушном промысле в Сибири и на Дальнем Востоке. Промысловое значение животное получило в относительно недавнем прошлом. Из волосков хвоста колонка изготавливаются мягкие кисти (в дореволюционной России колонка добывали преимущественно ради этого). Шкурки колонка используются в меховой промышленности, где подкрашиваются в коричневый цвет под соболя или норку. Мех колонка в 1950-е годы в СССР шёл на меховые воротники (на них в среднем уходило около 8-10 шкурок), манто (уходило около 100 шкурок), жакеты (уходило около 70 шкурок), муфты, горжетки и палантины.
Также колонок приносит пользу человеку уничтожением сельскохозяйственных вредителей — грызунов, однако эта польза не имеет большого значения.

## Галерея

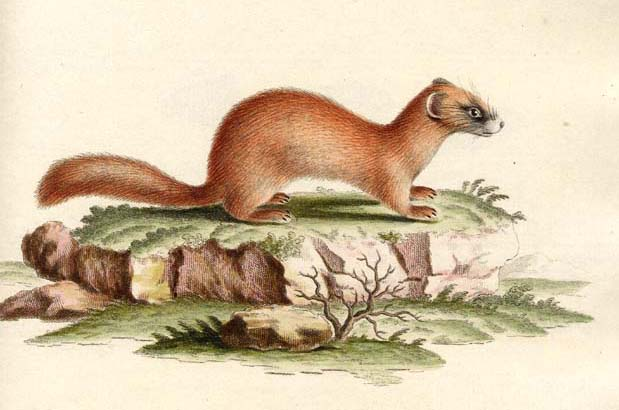
Иллюстрация из трактата «Die Säugethiere in Abbildungen nach der Natur mit Beschreibungen» естествоиспытателя Иоганна Шребера
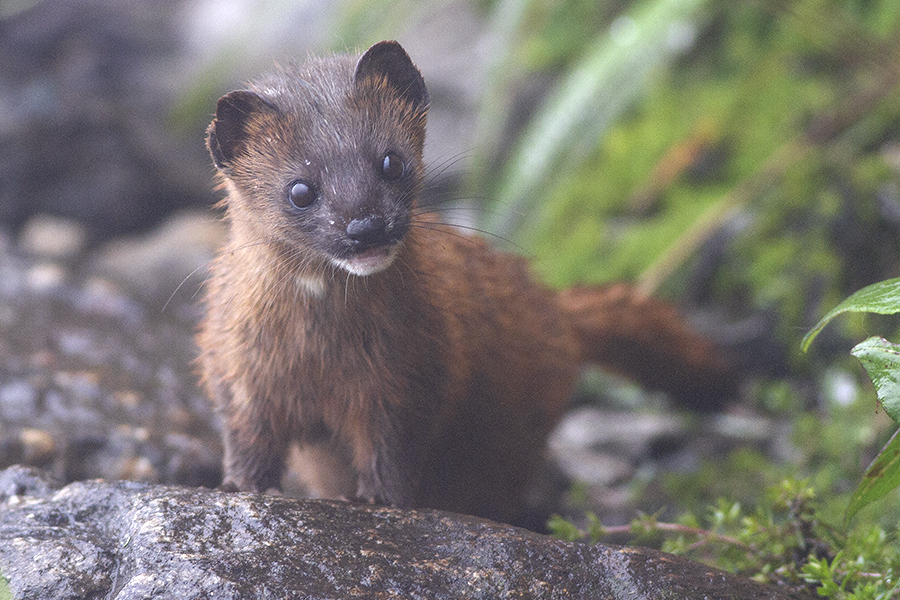
Колонок в заповеднике Панголаха[англ.] в округе Гангток (штат Сикким, Индия)
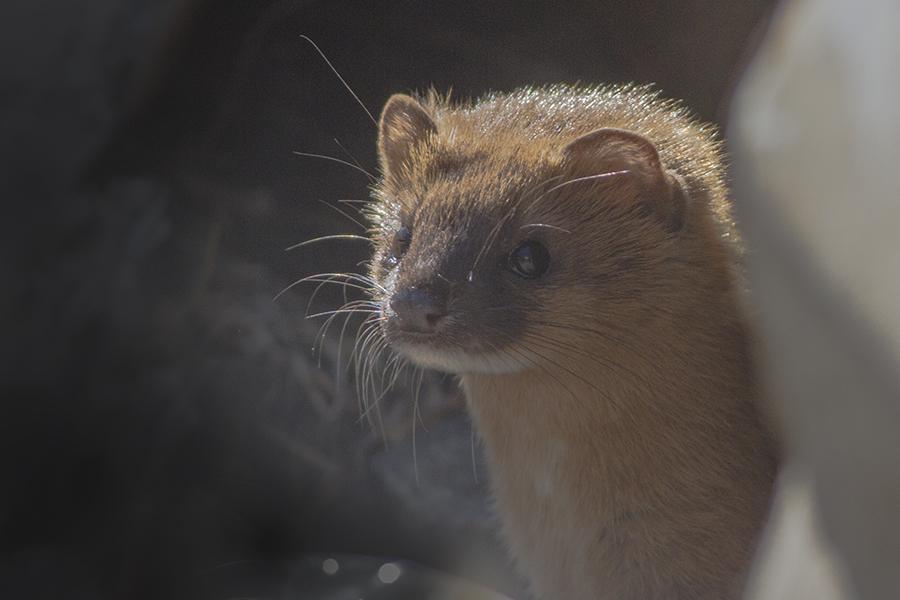
Колонок там же
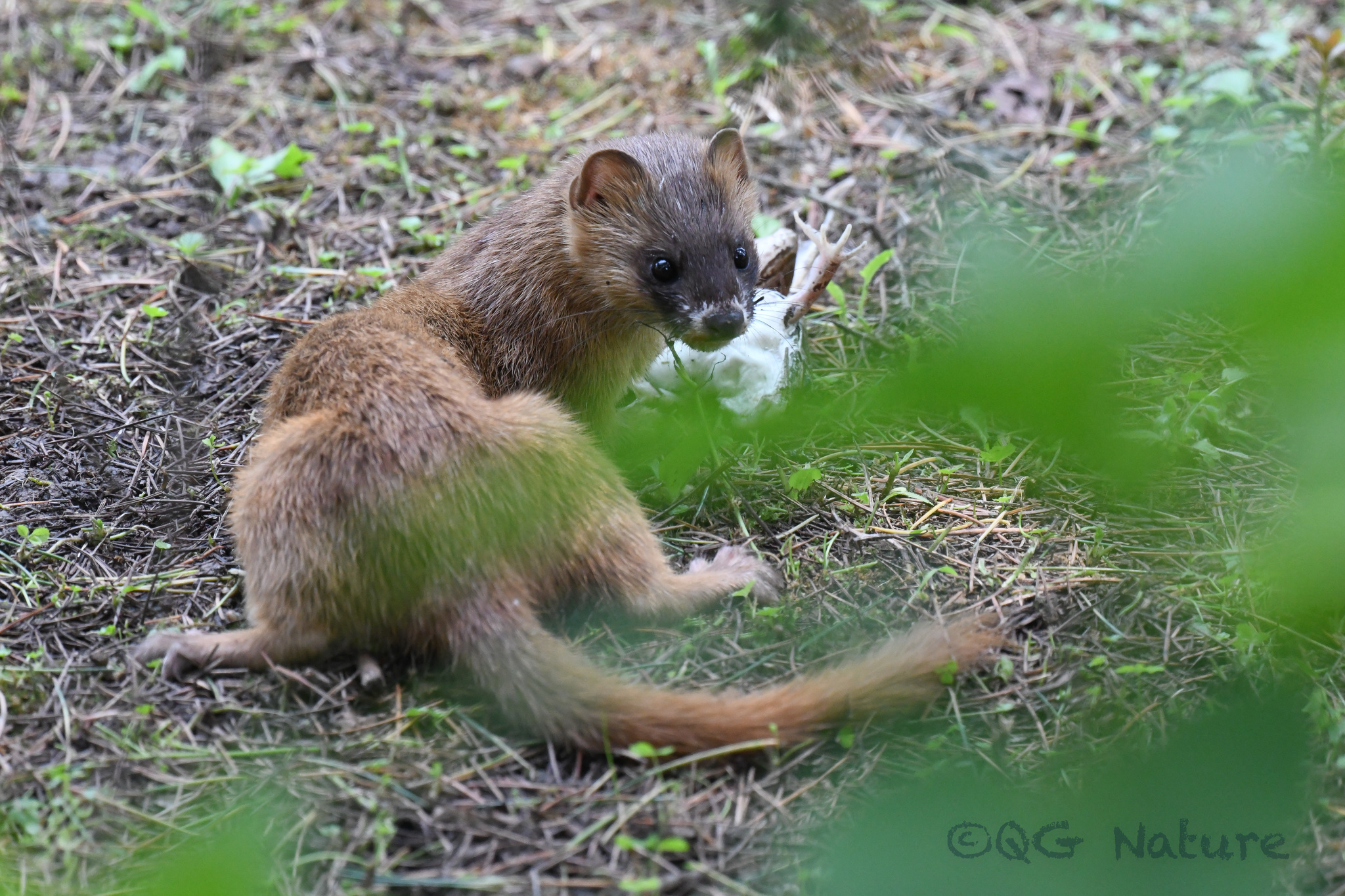
Колонок с добычей, Китай
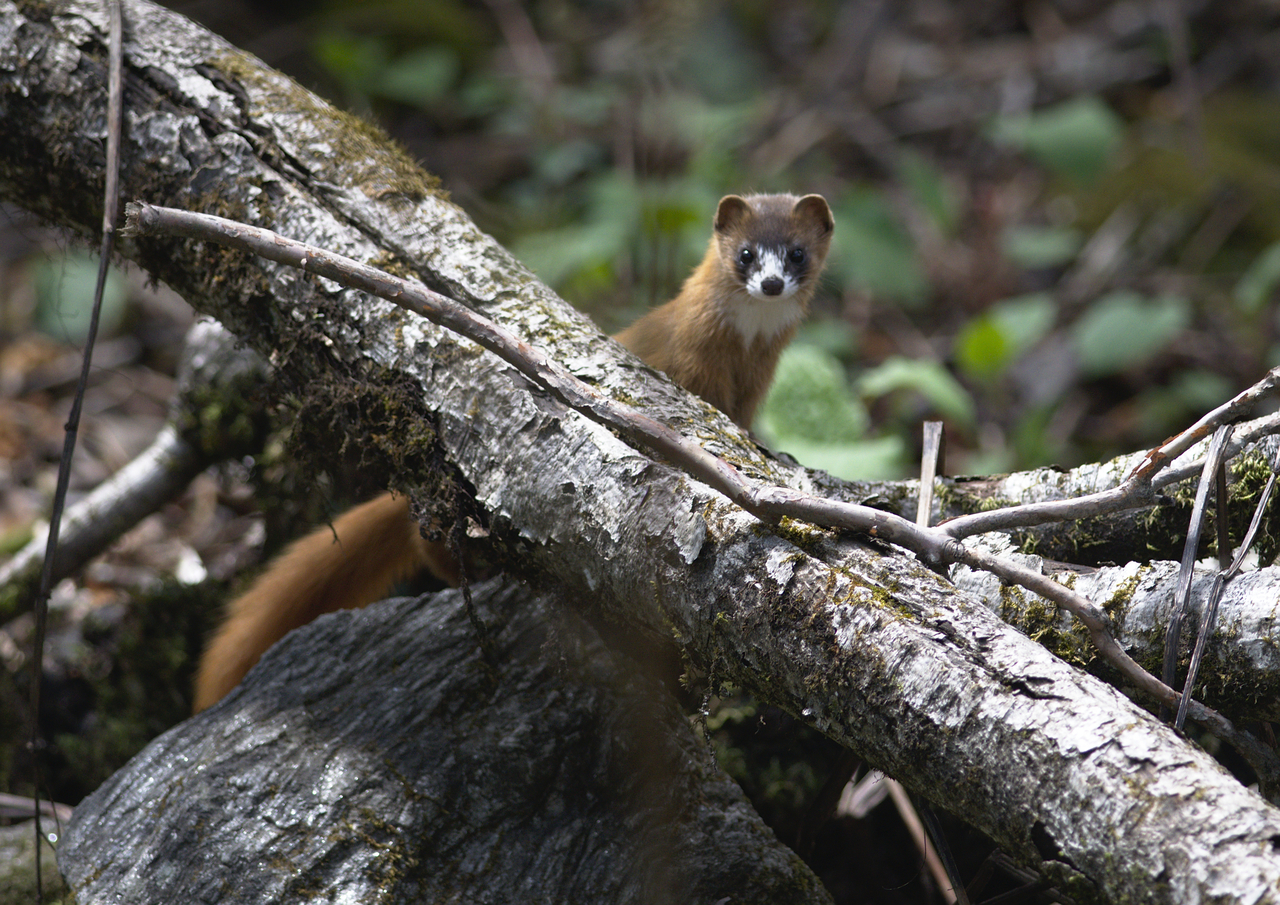
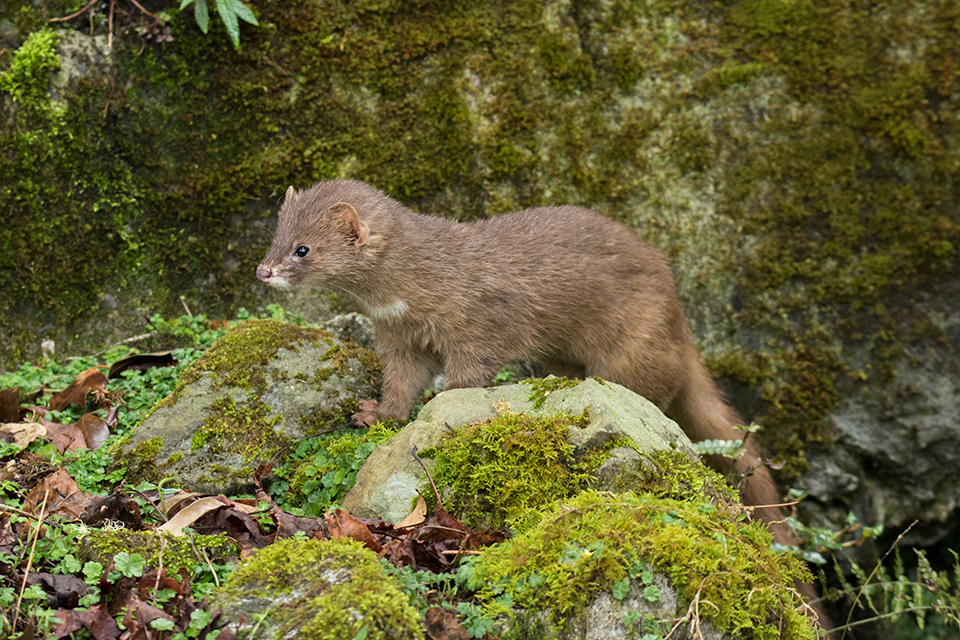
Представитель подвида Mustela sibirica davidiana, Тайвань
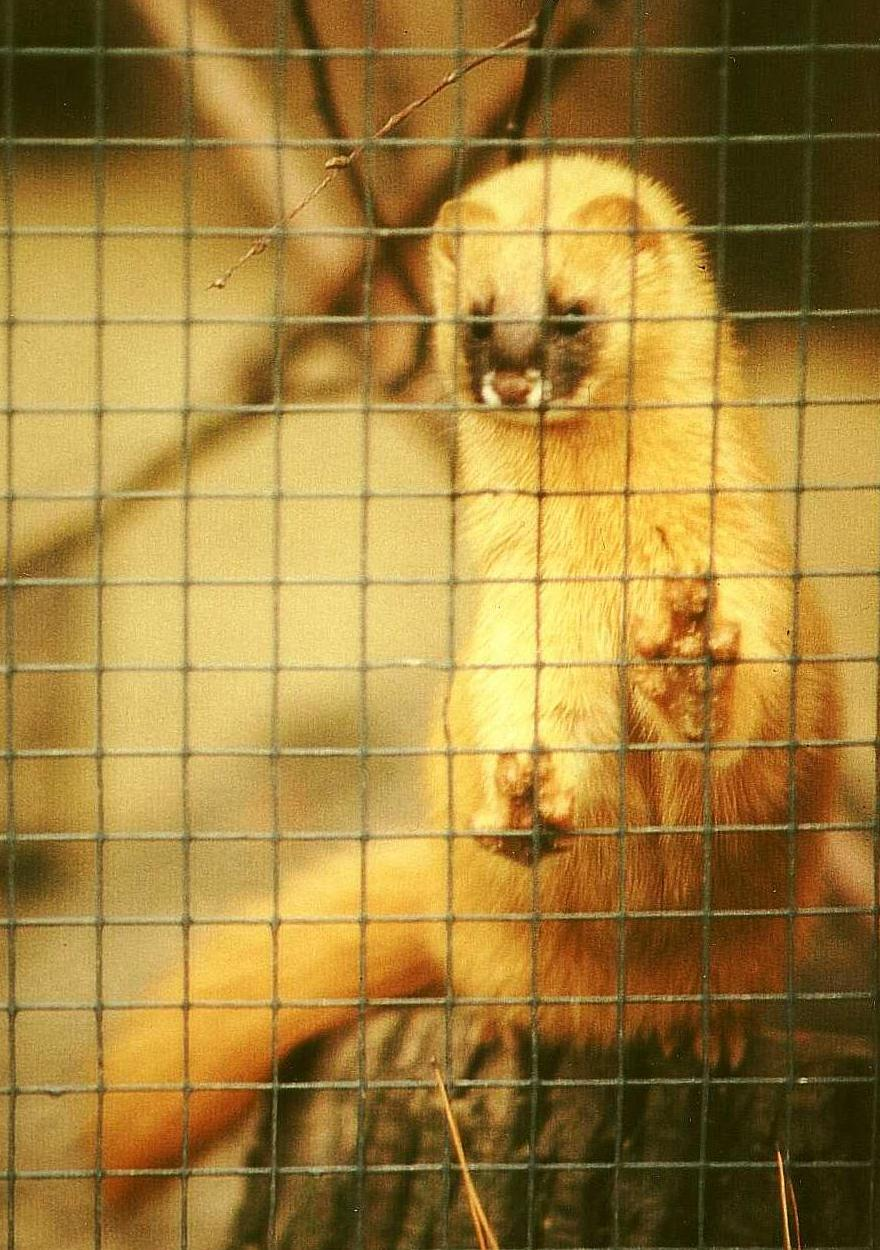
Колонок в зимнем меху, Дрезденский зоопарк, 2002 г.
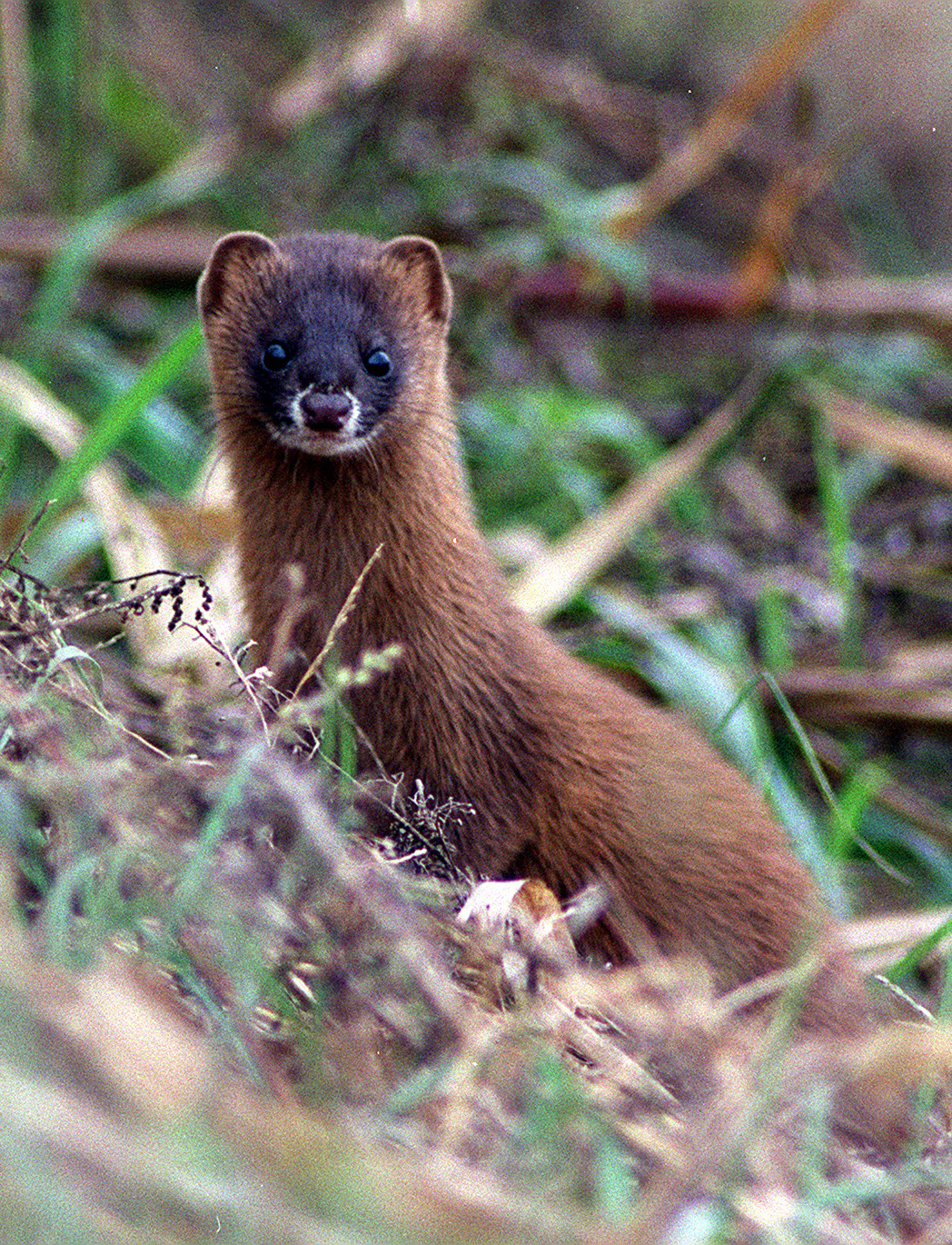
Колонок, Южная Корея
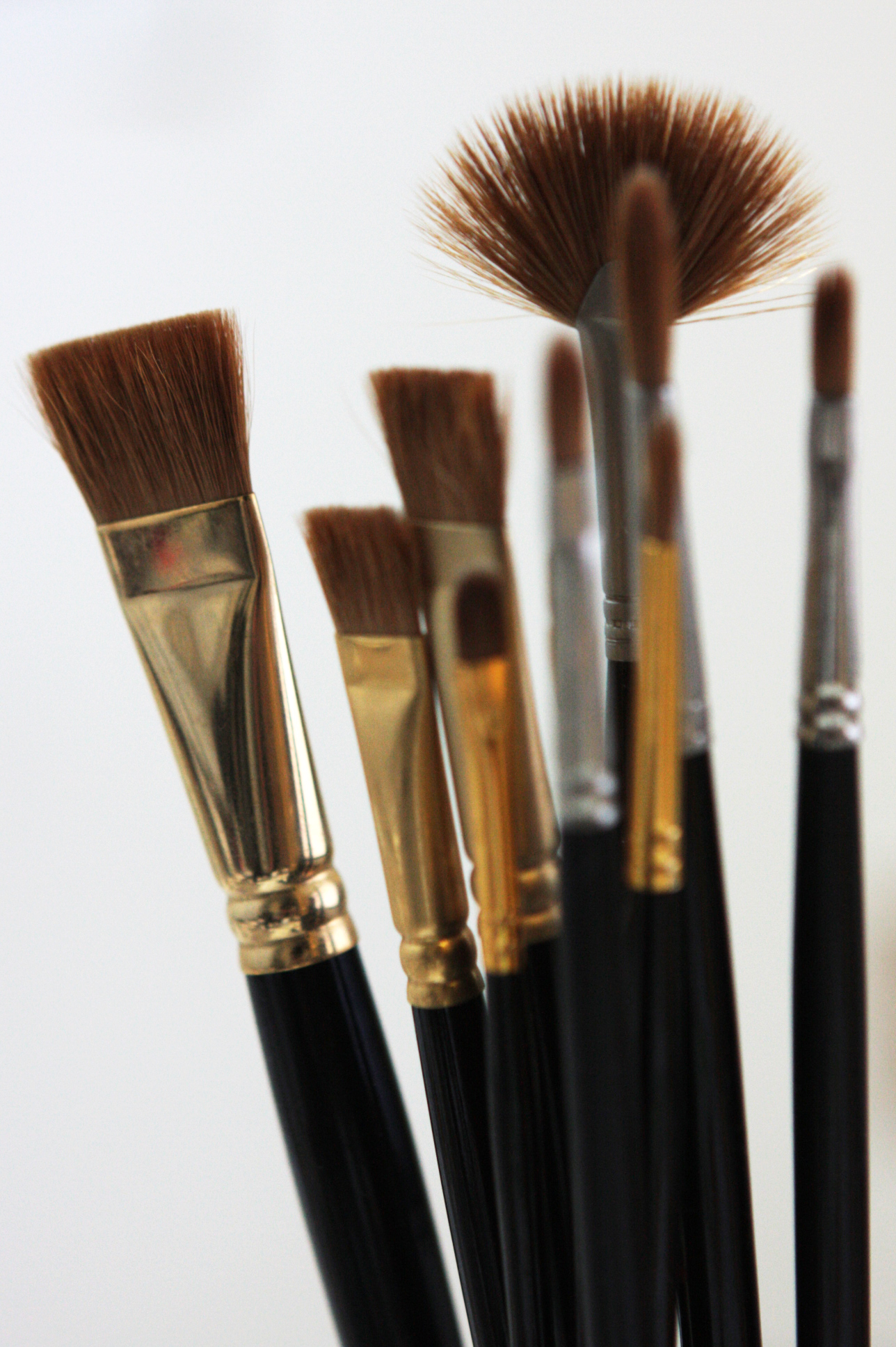
Кисти из меха колонка